# Autorizație de punere pe piață (farmacologie)
APP este un acronim pentru Autorizație de Punere Pe Piață. În România, această autorizație este o cerință formală justificată prin necesitatea ca produsul ajuns pe piață să corespundă standardelor impuse prin lege.
În domeniul medicamentelor, autorizația este eliberată de Agenția Națională a Medicamentului acelor produse medicamentoase care îndeplinesc condițiile de calitate, eficacitate și siguranță prevăzute în legislație. Produsele medicamentoase de uz uman nu pot circula pe piață decât după eliberarea APP. Necesită autorizare atât produsele medicamentoase care conțin substanță active noi cât și cele care conțin substanțe active cunoscute (chiar și produselor aprobate sub altă denumire comercială).

## Conținutul APP

### Datele de identificare a produsului
- denumire comercială
- forma farmaceutică
- concentrație
- compoziție calitativă și cantitativă
- producător și loc de producție
- deținătorul autorizației de punere pe piață
- cod ATC
- mod de eliberare
- mărimea ambalajului
- perioada de valabilitate

### Anexe
- prospectul produsului
- rezumatul caracteristicilor produsului
- informații privind etichetarea produsului

## Alte informații
- valabilitea autorizației este de 5 ani de la data emiterii de către emitent
- poate fi reînoită la cerea deținătorului APP
- fiecare APP are un număr, număr APP, format din 3 grupuri de cifre care reprezintă:

1. numărul de autorizare al produsului
2. anul autorizării
3. numărul corespunzător tipurilor de ambalaj autorizate

- Acordarea APP nu diminuează răspunderea civilă și penală a deținătorului acesteia.